# Plicatellopsis amphispicula
Plicatellopsis amphispicula är en svampdjursart som först beskrevs av de Laubenfels 1961.  Plicatellopsis amphispicula ingår i släktet Plicatellopsis och familjen Suberitidae. Inga underarter finns listade i Catalogue of Life.